# Daalhof
Daalhof est un quartier résidentiel de l'arrondissement nord-ouest de la commune de Maastricht, dans la province du Limbourg néerlandais. Le quartier a été construit dans les années 1970 et 1980 et est considéré comme un exemple typique des idées des urbanistes de cette période avec un mélange de grands immeubles et de maisons groupées autour de cours et des zones résidentielles.

## Géographie
Daalhof est bordé par les districts de Dousberg-Hazendans et de Belfort au nord, le quartier de Mariaberg à l'est, et les quartiers de Campagne et Wolder. À l'ouest se trouve la frontière avec la Belgique (les municipalités de Lanaken et Riemst).
Daalhof est construit sur la frontière avec la Belgique, ainsi certaines maisons de la rue appelée Drusushof ont leurs jardins traversés par la frontière. Entre Daalhof et la Belgique, un certain nombre de routes de campagne traversent la frontière. Du nord au sud, la frontière peut être traversée au niveau de la Drenkelingsweg (presque impraticable à cause des loam de Veldwezelt-Hezerwater), la Vlijtingerweg, la Romeinsebaan et le chemin étendant la Numitorhof (le Cupidohof, puis le Grenspad une fois la frontière passée) vers le canal Albert près de Vroenhoven.
La frontière entre Daalhof et le canal Albert, en Belgique, est prisée des randonneurs. Le Veldwezelt-Hezerwater, un important site archéologique, se trouve également dans cette zone.

## Histoire
Lors de la période romaine, le site actuel du quartier de Daalhof était traversé par la Via Belgica, la principale voie romaine reliant Gesoriacum (Boulogne-sur-Mer) à Colonia Claudia Ara Agrippinensium (Cologne) via, entre autres, Tongres, Maastricht et Heerlen. La partie nord de la Via Belgica se trouvait à environ 300 mètres au nord de l'actuel Tongerseweg. Dans les années 1970, cette route du nord fut étudiée à plusieurs reprises par J. E. Bogaers et J. H. F. Bloemers. Sur le versant de la colline Louw, au sud-est de Daalhof, a été retrouvée en 1879, par l'archéologue amateur et prêtre Joseph Habets, une vaste villa romaine de 38 mètres par 23 mètres.

## Sources
- (nl) Cet article est partiellement ou en totalité issu de l’article de Wikipédia en néerlandais intitulé « Daalhof » (voir la liste des auteurs).

## Compléments